# 斯坦尼斯瓦夫·乌尔班
斯坦尼斯瓦夫·乌尔班（波蘭語：Stanisław Urban，1907年9月13日—1940年4月），波兰男子赛艇运动员。他曾代表波兰参加1928年和1932年夏季奥林匹克运动会赛艇比赛，其中1932年奥运会获得一枚铜牌。